# Prosecco

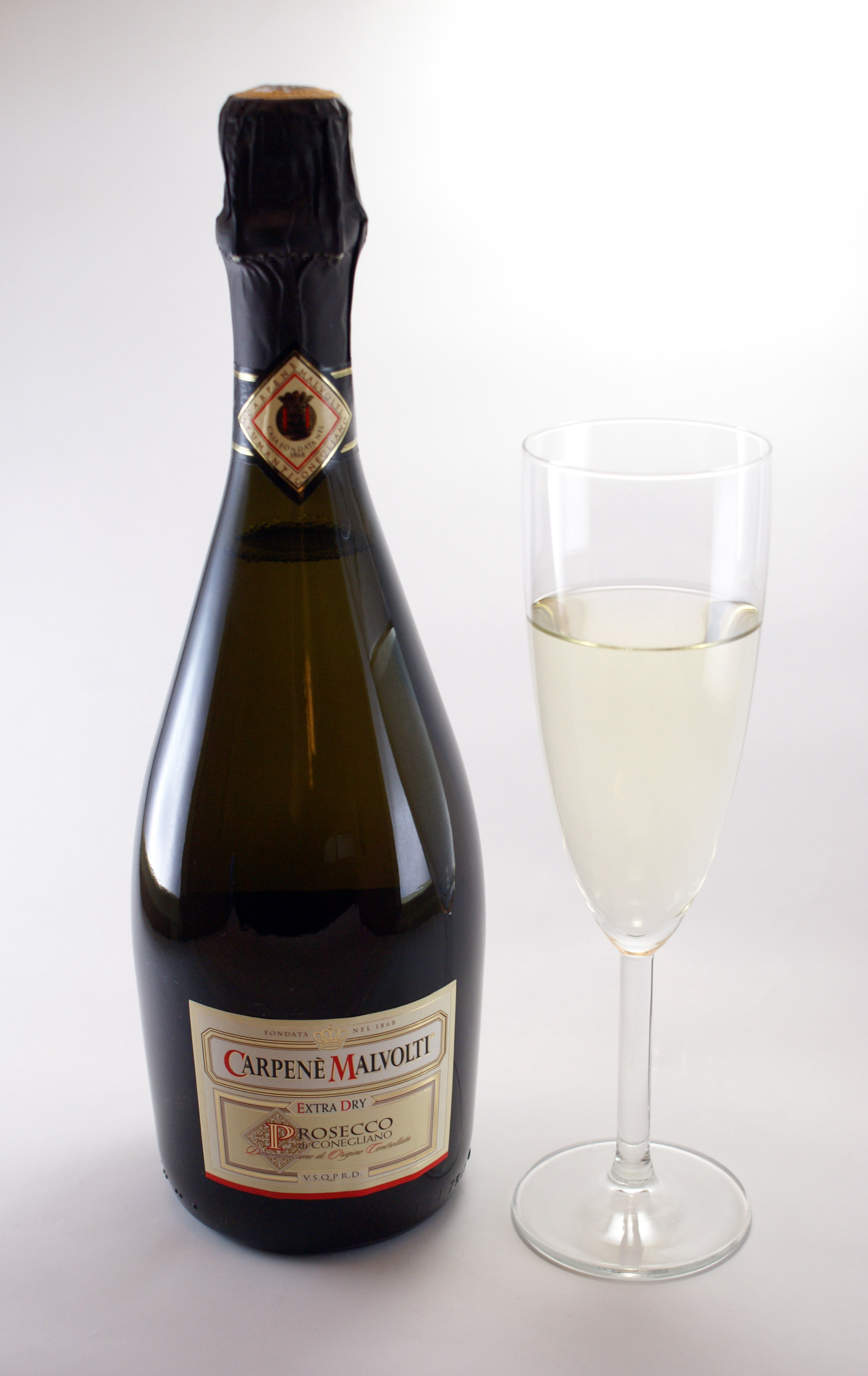
Prosecco di Conegliano

Prosecco – włoskie białe lub różowe wino musujące (spumante), rzadziej lekko musujące (frizzante) lub stołowe. Zazwyczaj wytrawne lub półwytrawne. Produkowane w regionach Wenecja Euganejska i Friuli-Wenecja Julijska. Popularność prosecco rozpoczęła się od produkowanego w XIX wieku Prosecco di Conegliano-Valdobbiadene.
W 2014 roku wyprodukowano 306,6 mln butelek wina oznaczonego apelacją Prosecco DOC, z czego na eksport trafiło 199,3 mln butelek.
W 2020 roku wyprodukowano 486 mln butelek Prosecco.
13 sierpnia obchodzony jest Światowy Dzień Prosecco

## Historia apelacji
Tradycja produkcji wina na obszarze Prosecco sięga czasów pierwszych osadników rzymskich. Jednym z pierwszych dokumentów potwierdzających produkcję białych win na tym obszarze jest „Statut Conegliano” z 1282 r., a także dokumenty traktujące o regionach wpływu Republiki Weneckiej oraz liczne świadectwa uznania napisane przez władców angielskich, habsburskich i polskich.
Pierwsza pisemna wzmianka o uprawie Prosecco na wzgórzach Conegliano Valdobbiadene, jest dziełem szlachcica Conegliano Francesco Marii Malvolti, który w ósmym numerze "Dziennika włoskiego" z 1772 r. mówi o uprawie winorośli na tym obszarze. Od tego okresu renoma win Prosecco rosła na całym obszarze Conegliano Valdobbiadene do tego stopnia, że w połowie XIX wieku zaczęto je produkować, jako jedyną apelację regionu.

## Winorośl
Istnieje odmiana winorośli prosecco, lecz od 2009 roku stosuje się jej synonim – glera, by rozróżnić oznaczenie regionu uprawy od szczepu. Prosecco od tego czasu jest chronioną nazwą pochodzenia geograficznego, zarezerwowaną dla win musujących produkowanych w regionach Wenecja Euganejska i Friuli-Wenecja Julijska. Trzy strefy produkcji zostały wyróżnione i mogą nazwę Prosecco DOC poprzedzać swoją nazwą: Conegliano, Valdobbiadene, Colli Asolani i Asolo. Do produkcji prosecco mogą być używane winogrona glera. Możliwość produkcji wina z odmiany prosecco (glera) została w 2009 wstrzymana w regionie Trydent-Górna Adyga.

## Region produkcji Prosecco[7]

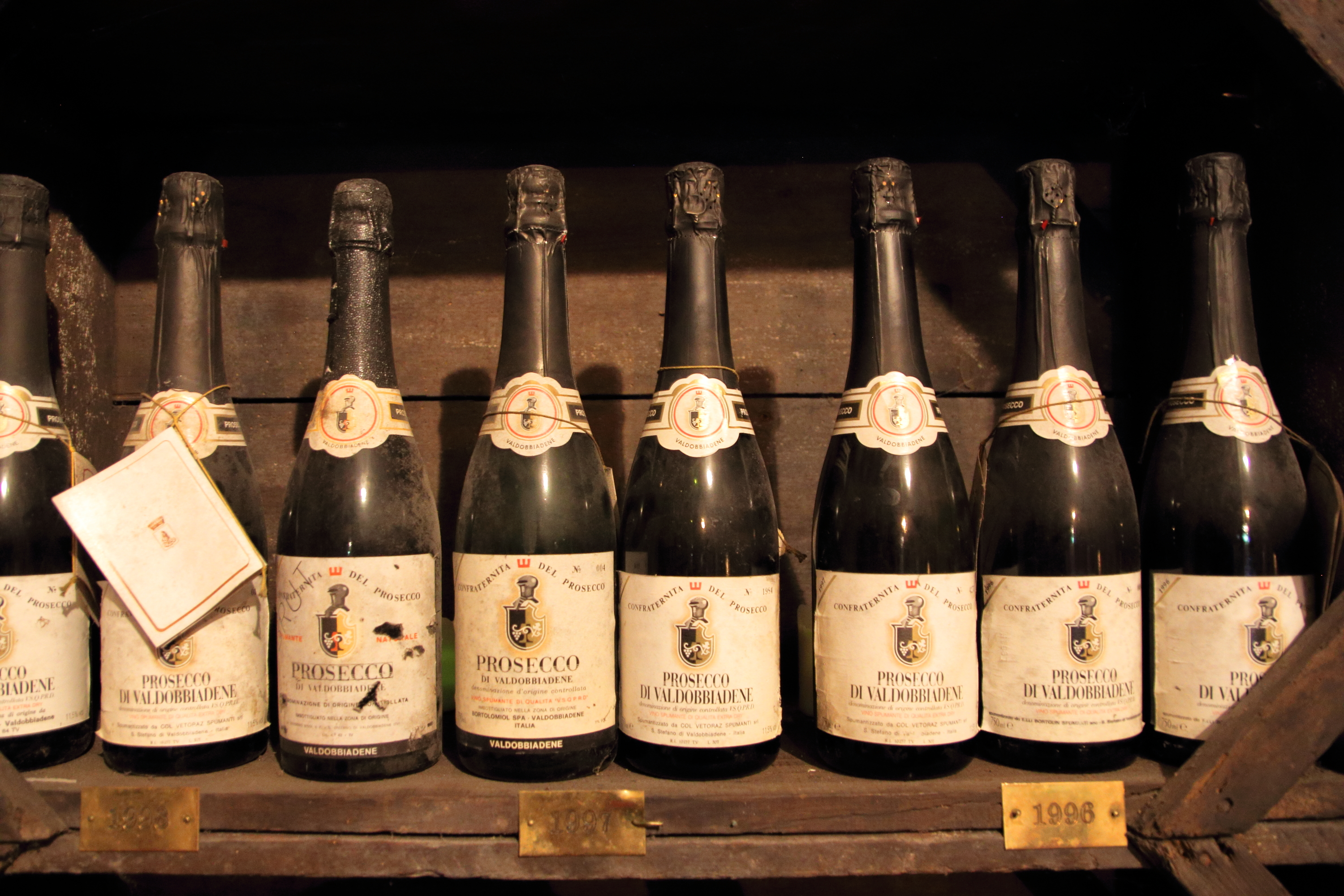
Butelki Prosecco di Valdobbiadene z lat 1996–1998

- Prosecco DOC – podstawowe i najbardziej popularne Prosecco. Może być produkowane w całych północno-wschodnich Włoszech.
- Prosecco Trieste DOC oraz Prosecco Treviso DOC – wina, które produkowane są nieco dalej niż podstawowe Prosecco na znacznie mniejszym obszarze.
- Conegliano Valdobbiadene Prosecco DOCG – obszar produkcji jest znacznie mniejszy i bardziej pagórkowaty niż region Treviso. Apelacja DOCG nakłada jeszcze bardziej rygorystyczne standardy jakości niż DOC.
- Valdobbiadene Superiore di Cartizze DOCG – bardzo mały obszar o powierzchni 107 hektarów położony na pagórkowatych obrzeżach miasta Valdobbiadene. W Cartizze produkuje się bardzo małą ilość Prosecco (około 1 miliona butelek). Region ten został zgłoszony w 2008 roku jako kandydat do wpisania na listę światowego dziedzictwa UNESCO ze względu na unikalny krajobraz kulturowy stworzony przez lokalnych winiarzy.
- Asolo Prosecco DOCG – ten obszar jest bardzo rzadko opisywany przez miłośników wina, jednak jego położenie tuż pod rzeką Piave, stanowiącą główną linię podziału podczas II wojny światowej czyni go szczególnym miejscem.

## Rodzaje Prosecco

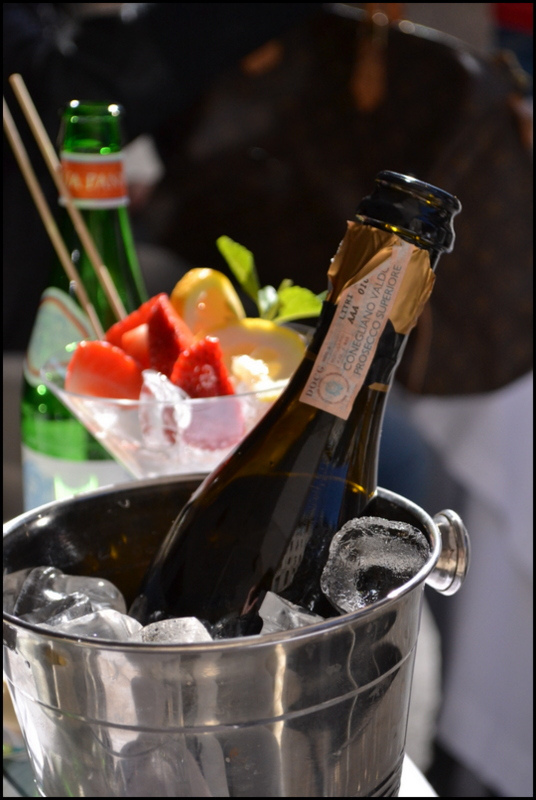
Butelka prosecco w wiaderku z lodem

Prosecco jest produkowane metodą Charmata – w odróżnieniu od metody szampańskiej druga fermentacja zachodzi nie w butelce, a w zbiornikach ciśnieniowych i dopiero gotowe wino musujące jest butelkowane.
W zależności od zawartości dwutlenku węgla rozróżnia się prosecco:
- spumante (musujące) – ciśnienie minimum 3 bar
- frizzante (perliste) – ciśnienie pomiędzy 1 a 2,5 bar
- tranquillo (spokojne) – bez dwutlenku węgla.

W zależności od poziomu cukru resztkowego stosuje się określenia:
- brut (poniżej 12 g cukru na litr)
- extra dry (12-17 g/l)
- dry (17-32 g/l)
- demi-sec (32-50 g/l).

Minimalny poziom alkoholu gatunkowego prosecco wynosi 10,5 % (dla stołowego i frizzante) oraz 11 % (dla musującego).

## Drinki z Prosecco
Prosecco jest podstawą popularnych koktajli, m.in. bellini i michelangelo.
- Spritz(inne języki) – najpopularniejszy włoski drink, powstający z 3 części Prosecco, 2 części Aperola oraz 1 części wody gazowanej, podawany na kostkach lodu z cząstkami pomarańczy[11].
- Hugo – 200 ml Prosecco, 100 ml wody gazowanej, 30 ml syropu z kwiatu czarnego bzu, listki mięty i plasterki limonki do dekoracji.
- Martini Royale – popularny drink powstający z 1 części Prosecco, 1 części Martini Royale Bianco oraz soku z całej limonki z lodem.
- Mimoza(inne języki) – Prosecco z sokiem pomarańczowym podawane w proporcji 1:2 – jedna część soku pomarańczowego na dwie części Prosecco.
- Bellini(inne języki) – Prosecco z nektarem (musem) brzoskwiniowym podawane w proporcji 1:3 – jedna część owoców na trzy części Prosecco.